# Chiesa di San Biagio (Pistoia)
La chiesa di San Biagio o San Biagino, già chiesa di Santa Maria in Borgo Strada, dalla via chiamata Burgi Strada, è una chiesa romanica situata nel centro di Pistoia, in via degli Archi.

## Storia e descrizione
Fu eretta nel 1063 da un certo Guitterado (personaggio di origine germanica, Witterad) e sua moglie Imilia a ridosso del lato settentrionale della prima cerchia di mura. Nel 1340 l'edificio venne devastato da un incendio e rese necessario il rifacimento in mattoni della parte superiore, ancora oggi ben visibile sulla facciata.
L'esterno è provvisto di due entrate, una frontale e una laterale: la prima ha un portale in tipico stile romanico pistoiese, con un arco rialzato dalla ghiera in marmi bicromi e decorato da motivi vegetali scolpiti. Nel XV secolo prese la dedica di san Biagio o, popolarmente, di "san Biagino", a causa di una reliquia del santo ospitata nell'edificio. Nel Seicento fu sotto il patronato della nobile famiglia pistoiese dei conti Manni.
Tra le tele di cui la chiesa era dotata spiccavano l'Assunzione di Maria di Giuseppe Nasini (XVII secolo), la Santa Lucia di Giovan Battista Gigli (XIX secolo) e la Vergine Annunziata di ignoto (XVII secolo), commissionate dalla famiglia Manni, e in deposito per motivi di sicurezza all'interno della chiesa dello Spirito Santo.
All'interno conserva cicli di affreschi seicenteschi in parte ricoperti da strati di pitture posteriori e presenta ai lati degli altari gli stemmi scolpiti in pietra della nobile famiglia dei conti Manni che ne aveva il diritto di giuspatronato. Vi sono inoltre due sepolcreti in pietra seicenteschi fatti costruire dall'allora rettore, prete don Matteo Manni. Pregevoli sono anche le decorazioni pittoriche attorno ai portali situati simmetricamente all'interno della chiesa.
Fu soppressa come parrocchia nel 1784, anche se per ostinazione del parroco continuò ad essere officiata fino al 1802, anno della morte del parroco. Attualmente è sempre consacrata ma non officiata, di proprietà della Curia. È inutilizzata per motivi di sicurezza.

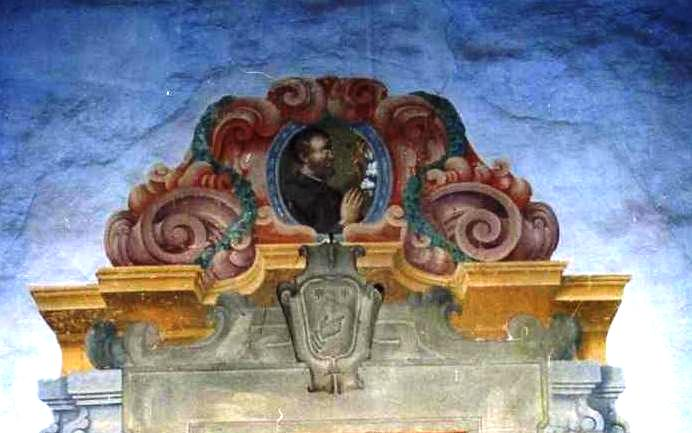
Decorazioni pittoriche sui portali interni
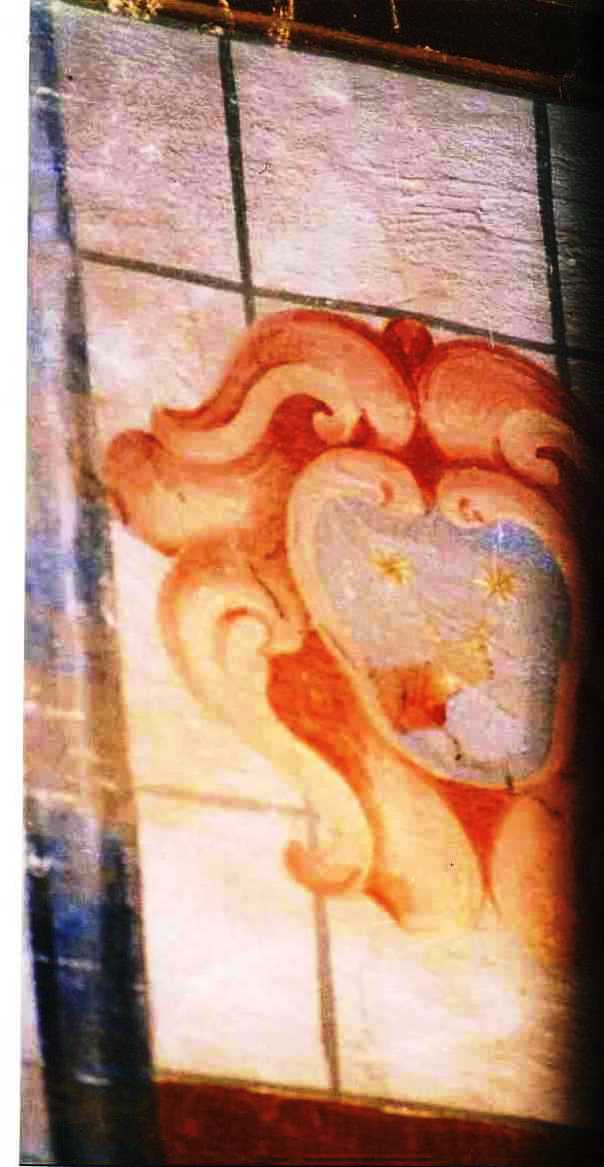
Stemma dei conti Manni, "a fresco" su una finta finestra
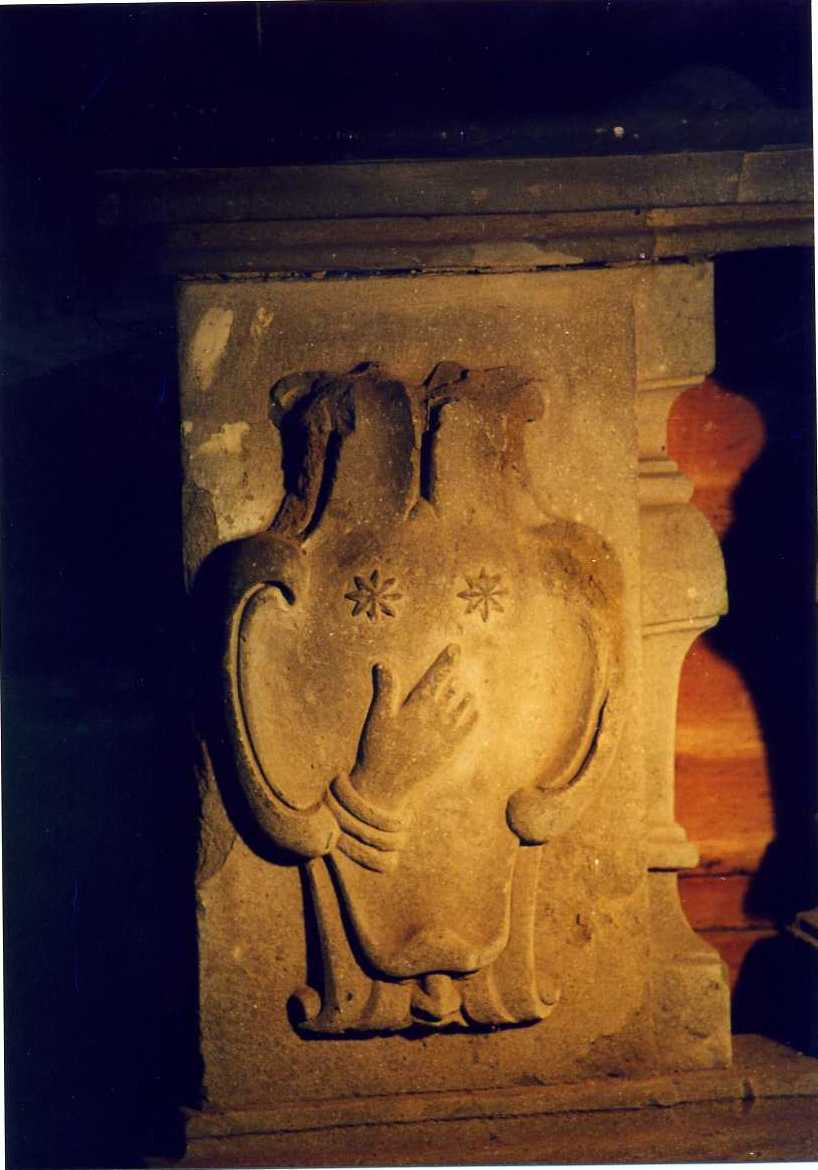
Stemma dei conti Manni, ai lati dell'Altar Maggiore